# Гемин (лунный кратер)
Кратер Гемин (лат. Geminus) — большой молодой ударный кратер в северо-восточной части видимой стороны Луны. Название присвоено в честь древнегреческого математика и астронома Гемина (I век до н. э.) и утверждено Международным астрономическим союзом в 1935 году. Образование кратера относится к эратосфенскому периоду.

## Описание кратера

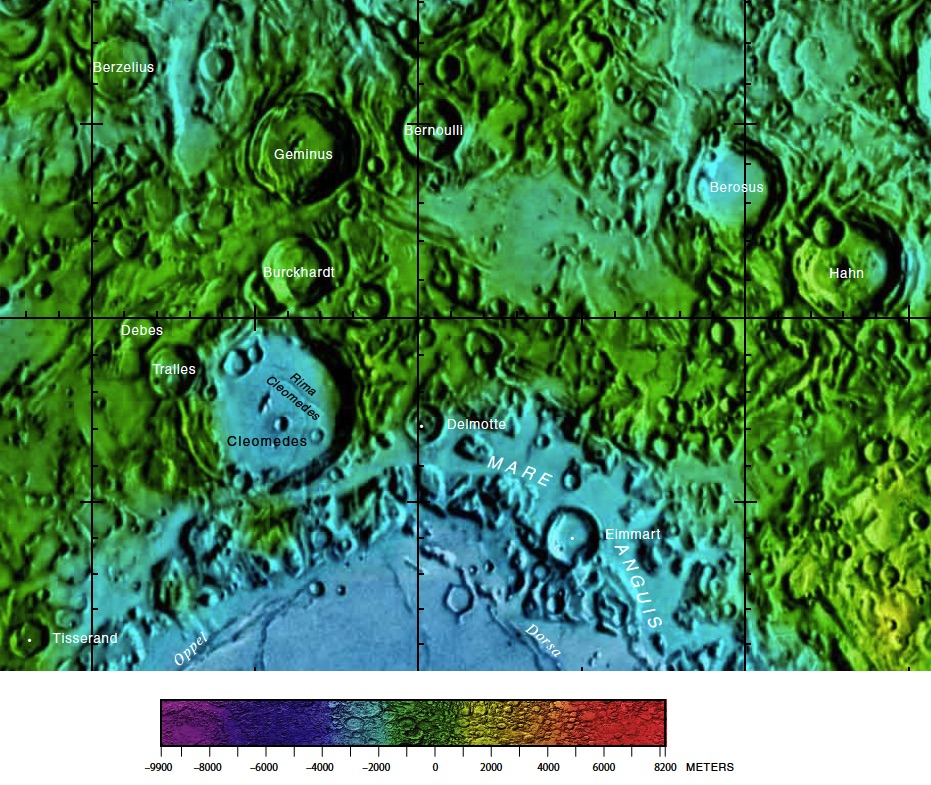
Окрестности кратера Гемин. Фрагмент карты видимой стороны Луны.

Ближайшими соседями кратера являются кратер Берцелиус на северо-востоке; кратер Мессала на севере-северо-востоке, кратер Бернулли на востоке, кратер Буркхардт на юге, а также кратер Дебес на юго-западе. На западе от кратера находится Озеро Сновидений, на севере Озеро Вечности, на севере-северо-западе Озеро Надежды, на юге лежит Море Кризисов. Селенографические координаты центра кратера 34°25′ с. ш. 56°40′ в. д. / 34,42° с. ш. 56,66° в. д., диаметр 82 км, глубина 4,76 км.
Кратер имеет сложную форму со множеством выступов, особенно в северной части, окружен хорошо различимыми породами, выброшенными при импакте образовавшем кратер, вал с высоким альбедо. На юго-востоке к кратеру Гемин примыкает приметный небольшой кратер. Внутренний склон вала характерен ярко выраженной террасовидной структурой. Средняя высота вала кратера над окружающей местностью 1390 м, объём кратера составляет приблизительно 6800 км³. Дно чаши кратера сравнительно ровное, отмечено незначительным количеством крохотных кратеров, имеется узкий центральный хребет с возвышением 900 ми две хорошо различимые борозды.

## Наблюдение
При наблюдениях с Земли кратер имеет овальную форму благодаря близости к восточному лимбу Луны. Многие наблюдатели отмечают, что под низкими лучаеми вечернего Солнца кратер и окружающая его местность окрашивается в тон сепии.

## Сателлитные кратеры

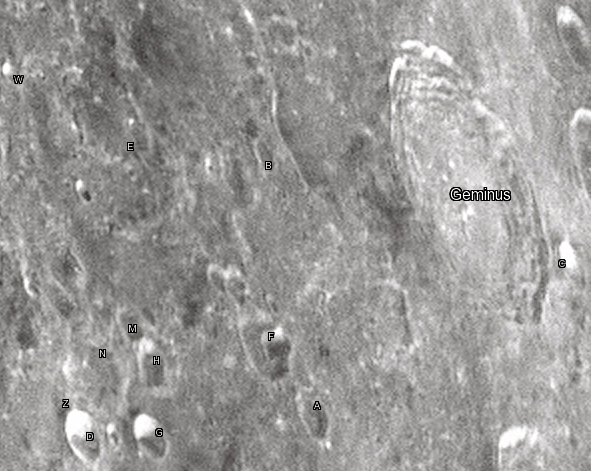
Снимок Девида Кемпбелла.

| Гемин | Координаты                                            | Диаметр, км |
| ----- | ----------------------------------------------------- | ----------- |
| A     | 31°31′ с. ш. 51°48′ в. д. / 31,51° с. ш. 51,8° в. д.  | 14,7        |
| B     | 34°08′ с. ш. 52°07′ в. д. / 34,14° с. ш. 52,11° в. д. | 10,2        |
| C     | 33°53′ с. ш. 58°41′ в. д. / 33,88° с. ш. 58,69° в. д. | 14,6        |
| D     | 30°35′ с. ш. 47°17′ в. д. / 30,58° с. ш. 47,29° в. д. | 16,0        |
| E     | 33°50′ с. ш. 48°35′ в. д. / 33,84° с. ш. 48,58° в. д. | 55,5        |
| F     | 32°05′ с. ш. 51°06′ в. д. / 32,08° с. ш. 51,1° в. д.  | 21,8        |
| G     | 30°48′ с. ш. 48°34′ в. д. / 30,8° с. ш. 48,57° в. д.  | 14,8        |
| H     | 31°34′ с. ш. 48°49′ в. д. / 31,57° с. ш. 48,82° в. д. | 13,5        |
| M     | 31°53′ с. ш. 48°30′ в. д. / 31,88° с. ш. 48,5° в. д.  | 10,7        |
| N     | 31°25′ с. ш. 47°44′ в. д. / 31,41° с. ш. 47,73° в. д. | 25,1        |
| W     | 34°16′ с. ш. 47°26′ в. д. / 34,27° с. ш. 47,43° в. д. | 5,6         |
| Z     | 30°43′ с. ш. 46°38′ в. д. / 30,72° с. ш. 46,64° в. д. | 26,9        |